# Холодные закуски (фильм)
«Холодные закуски» (фр. Buffet froid) — кинофильм французского кинорежиссёра Бертрана Блие. Последний из трёх фильмов Блие, где снялся его отец — известный актёр Бернар Блие.
В стилистике фильма заметно влияние театра абсурда, а также фильмов Луиса Бунюэля, с их соединением бытового и сюрреалистического измерений.

## Сюжет
Фильм начинается с того, что главный герой, Альфонс (Жерар Депардьё), входит ночью на станцию пригородного экспресса (RER) и заговаривает с незнакомцем (Мишель Серро), вместе с которым они ждут поезда на пустой платформе. Незнакомец оказывается бухгалтером. Альфонс делится с бухгалтером своими фантазиями на тему об убийствах, достает из кармана выкидной нож и предлагает его бухгалтеру. Бухгалтер отказывается от ножа и кладет его на скамью, однако когда собеседники спохватываются, ножа на скамье уже нет. Подходит поезд, бухгалтер вскакивает в поезд и уезжает, Альфонс остается на платформе. Во второй сцене Альфонс идет по подземному переходу и обнаруживает бухгалтера лежащим на полу с ножом в животе. Бухгалтер просит Альфонса забрать деньги из кошелька и нож. Альфонс соглашается и уходит, оставив бухгалтера в переходе.
Альфонс приходит домой, где его встречает жена, которая вскоре умирает.
Альфонс ужинает. Внезапно раздается звонок в дверь. Входит человек (Жан Карме), который представляется убийцей его жены. Альфонс показывает ему квартиру, пропускает в комнату жены, они рассматривают те немногие вещи, что остались от неё. Снова раздается звонок в дверь. Входит старший инспектор Морвандье (Бернар Блие). Альфонс знакомит убийцу и инспектора. Они садятся за стол ужинать. В этот момент снова раздается звонок в дверь. Входит аккуратно одетый господин, который утверждает, что видел как Альфонс убил бухгалтера ножом в подземном переходе. Несмотря на протесты Альфонса, новый гость просит убить человека, отравляющего его жизнь. Жертва должна будет подъехать в подземный гараж по определенному адресу на машине марки «Вольво».
Альфонс, инспектор полиции и убийца жены Альфонса стоят в подземном гараже и поджидают жертву. Подъезжает машина, Альфонс достает нож, инспектор — револьвер, убийца жены нервно хрустит пальцами. Они подкрадываются к человеку, вылезающему из «Вольво». Им оказывается заказчик убийства. Внезапно подъезжает ещё одна машина, из которой начинает высаживаться семья. Троица заталкивает заказчика в машину. Заказчик пытается позвать на помощь. Зажимая рот «заказчику», инспектор полиции и Альфонс случайно задушили его, что троица обнаруживает только выбравшись из машины. Заглянув в бумажник покойного, они выясняют его адрес, поднимаются в квартиру и обнаруживают там жену покойного, которая, как оказалось, поджидает их.
Троица возвращается в квартиру Альфонса в сопровождении жены «заказчика». Инспектор полиции прощается и уходит. Вслед за ним уходит убийца жены Альфонса и просится переночевать у инспектора полиции. Альфонс и жена «заказчика» остаются вдвоем. Альфонс пытается лечь спать, а жена убитого начинает устраиваться у него, как у себя дома, ставит портрет покойного мужа на тумбочку, идет в ванную, затем ложится в постель рядом с Альфонсом и засыпает. Среди ночи Альфонс просыпается и видит, что жена убитого направила на него револьвер. Она требует заняться сексом. В этот момент раздается звонок в дверь. Это инспектор полиции, который притаскивает за шиворот убийцу жены Альфонса, который ворочается и мешает инспектору спать. Инспектор уходит к себе. Убийца жены Альфонса сообщает, что он боится ходить ночью один, и Альфонс отправляется провожать его до дома.

## В ролях
- Жерар Депардьё
- Бернар Блие
- Жан Карме
- Кароль Буке
- Женевьев Паж
- Мишель Серро